# Escil·làrids

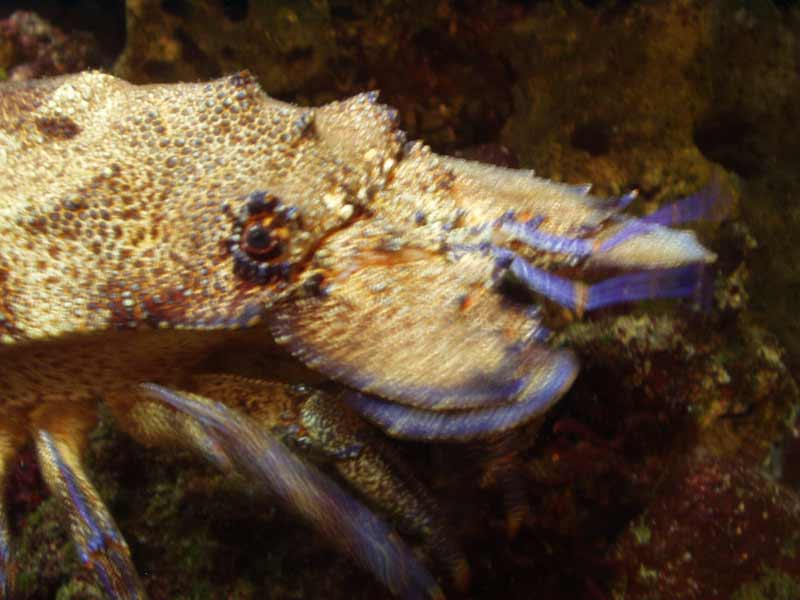
Cap de Scyllarides latus.

Els escil·làrids (Scyllaridae) són una família de crustacis decàpodes de l'infraordre Achelata, que inclou les cigales, llagostes d'orelles o esclops. La cigala gran (Scyllarides latus) pot arribar a 45 cm, i la petita (Scyllarus arctus) no passa de 12 cm.
Tenen una forma molt característica, amb la closca deprimida, amb unes antenes planes veritables prolongacions del cos aplanat; no tenen pinces a cap pota. Viuen a la zona litoral, a les roques o a la sorra. Són força preades comercialment per llur valor gastronòmica.

## Sistemàtica
La família Scyllaridae es subdivideix en 4 subfamílies i 19 gèneres:
Subfamília Arctidinae Holthuis, 1985
- Gènere Arctides Holthuis, 1960
- Gènere Scyllarides Gill, 1898

Subfamília Ibacinae Holthuis, 1985
- Gènere Evibacus SI Smith, 1869
- Gènere Ibacus Leach, 1815
- Gènere Parribacus Dana, 1852

Subfamília Scyllarinae Latreille, 1825
- Gènere Acantharctus Holthuis, 2002
- Gènere Antarctus Holthuis, 2002
- Gènere Bathyarctus Holthuis, 2002
- Gènere Biarctus Holthuis, 2002
- Gènere Chelarctus Holthuis, 2002
- Gènere Crenarctus Holthuis, 2002
- Gènere Eduarctus Holthuis, 2002
- Gènere Galearctus Holthuis, 2002
- Gènere Gibbularctus Holthuis, 2002
- Gènere Petrarctus Holthuis, 2002
- Gènere Remiarctus Holthuis, 2002
- Gènere Scammarctus Holthuis, 2002
- Gènere Scyllarus JC Fabricius, 1775

Subfamília Theninae Holthuis, 1985
- Gènere Thenus Leach, 1816